# Persone di nome Frank/Calciatori
| Questa pagina contiene informazioni ricavate automaticamente dalle voci biografiche con l'ausilio del template Bio e di un bot. L'aggiornamento è periodico e automatico e ricostruisce completamente la pagina. Se manca una persona in questa lista, sei pregato di non aggiungerla, ma accertati piuttosto che la sua voce biografica contenga il template Bio e che i dati anagrafici siano correttamente compilati. Se il template Bio manca, inseriscilo tu stesso o, in alternativa, metti l'avviso {{tmp\|Bio}} che ne segnala la mancanza. Se i dati riportati sono sbagliati, correggi direttamente la voce biografica; le modifiche saranno visibili in questa lista entro pochi giorni. Per chiarimenti vedi il progetto antroponimi. La lista contiene solo le 88 persone che sono citate nell'enciclopedia e per le quali è stato implementato correttamente il template Bio. Pagina aggiornata al 6 ago 2025. |

Questa è una lista di persone presenti nell'enciclopedia che hanno il nome Frank e sono calciatori.

## A(3)
- Frank Acheampong, calciatore ghanese (Accra, n. 1993)
- Frank Junior Adjei, calciatore ghanese (n. 2004)
- Frank Arhin, calciatore ghanese (n. 1999)

## B(9)
- Frank Barlow, ex calciatore e allenatore di calcio inglese (Mexborough, n. 1946)
- Frank Barson, calciatore e allenatore di calcio inglese (Grimesthorpe, n. 1891 - Winson Green, † 1968)
- Frank Barton, ex calciatore inglese (Barton-upon-Humber, n. 1947)
- Frank Borghi, calciatore statunitense (St. Louis, n. 1925 - St. Louis, † 2015)
- Frank Boulton, calciatore inglese (Chipping Sodbury, n. 1917 - Swindon, † 1987)
- Frank Boya, calciatore camerunese (n. 1996)
- Frank Bradshaw, calciatore inglese (Sheffield, n. 1884 - Bristol, † 1962)
- Frank Broome, calciatore e allenatore di calcio inglese (Berkhamsted, n. 1915 - Exeter, † 1994)
- Frank Burrows, calciatore e allenatore di calcio scozzese (Larkhall, n. 1944 - † 2021)

## C(5)
- Frank Carrodus, ex calciatore inglese (Cheshire, n. 1949)
- Frank Castañeda, calciatore colombiano (Cali, n. 1994)
- Frank Chevallier-Boutell, calciatore argentino (Quilmes, n. 1879 - Tandil, † 1974)
- Frank Clark, ex calciatore e allenatore di calcio inglese (Rowlands Gill, n. 1943)
- Frank Clarke, calciatore inglese (Willenhall, n. 1942 - † 2022)

## D(4)
- Frank D'Arcy, calciatore inglese (Liverpool, n. 1946 - Liverpool, † 2024)
- Frank Demouge, ex calciatore olandese (Nimega, n. 1982)
- Frank Deville, ex calciatore lussemburghese (n. 1970)
- Frank Domayo, calciatore tanzaniano (Dar es Salaam, n. 1993)

## E(1)
- Frank Edmond, ex calciatore tedesco orientale (Leisnig, n. 1966)

## F(6)
- Frank Fabra, calciatore colombiano (Nechí, n. 1991)
- Frank Fahrenhorst, ex calciatore tedesco (Kamen, n. 1977)
- Frank Feltscher, ex calciatore svizzero (Bülach, n. 1988)
- Frank Forman, calciatore inglese (Aston-on-Trent, n. 1875 - West Brigdford, † 1961)
- Frank Frost, calciatore statunitense
- Frank Tønnesen, ex calciatore norvegese (n. 1973)

## G(2)
- Frank Gray, ex calciatore e allenatore di calcio scozzese (Glasgow, n. 1954)
- Frank Grima, ex calciatore maltese (n. 1957)

## H(4)
- Frank Hansen, ex calciatore danese (Jyllinge, n. 1983)
- Frank Harrison, calciatore inglese (Gateshead, n. 1931 - York, † 1981)
- Frank Hartmann, ex calciatore tedesco (Coblenza, n. 1960)
- Frankie Hejduk, ex calciatore statunitense (La Mesa, n. 1974)

## J(2)
- Frank Jefferis, calciatore inglese (Fordingbridge, n. 1884 - New Cross, † 1938)
- Frank Jonke, ex calciatore canadese (Pickering, n. 1985)

## K(2)
- Andreas Klarström, ex calciatore svedese (Borås, n. 1977)
- Frank Kristensen, calciatore danese (Thisted, n. 1977)

## L(6)
- Frank Richard George Lampard, ex calciatore inglese (Londra, n. 1948)
- Frank Large, calciatore inglese (Leeds, n. 1940 - † 2003)
- Frank Liivak, calciatore estone (Tartu, n. 1996)
- Frank Lippmann, ex calciatore tedesco (Dresda, n. 1961)
- Frank Lobos, ex calciatore cileno (Santiago del Cile, n. 1976)
- Frank López, calciatore beliziano (n. 1989)

## M(10)
- Frank Magri, calciatore camerunese (Agen, n. 1999)
- Robin Malmkvist, ex calciatore svedese (Alvesta, n. 1987)
- Frank McLintock, ex calciatore e allenatore di calcio scozzese (Glasgow, n. 1939)
- Frank Mill, calciatore tedesco (Essen, n. 1958 - Essen, † 2025)
- Frank Mobley, calciatore inglese (Birmingham, n. 1868 - † 1940)
- Frank Moss, calciatore inglese (Aston, n. 1895 - Worcester, † 1965)
- Frank Moss, calciatore inglese (Aston, n. 1917 - Looe, † 1997)
- Frank Moss, calciatore e allenatore di calcio inglese (Leyland, n. 1909 - Londra, † 1970)
- Frank van Mosselveld, ex calciatore olandese (Waalwijk, n. 1984)
- Frank Mouncer, calciatore inglese (Grimsby, n. 1920 - † 1977)

## N(1)
- Frank Nervik, calciatore norvegese (Trondheim, n. 1934 - Trondheim, † 2020)

## O(4)
- Frank Odoi, ex calciatore ghanese (Accra, n. 1943)
- Frank Olijve, ex calciatore olandese (Amsterdam, n. 1989)
- Frank Oliver Ongfiang, ex calciatore camerunese (Yaoundé, n. 1985)
- Frank Ordenewitz, ex calciatore tedesco (Dorfmark, n. 1965)

## P(4)
- Frank Palomino, ex calciatore peruviano (Cusco, n. 1970)
- Frank Pastor, ex calciatore tedesco orientale (n. 1957)
- Frank Pedersen, calciatore, allenatore di calcio e dirigente sportivo danese
- Frank Powell, calciatore e allenatore di calcio inglese (Cardiff, n. 1883 - † 1946)

## R(6)
- Frank Rawcliffe, calciatore inglese (Blackburn, n. 1921 - † 1986)
- Frank Richter, ex calciatore tedesco orientale (Kamenz, n. 1952)
- Frank Roberts, calciatore inglese (Sandbach, n. 1893 - † 1961)
- Romero Frank, calciatore peruviano (Lima, n. 1987)
- Frank Ronstadt, calciatore tedesco (Amburgo, n. 1997)
- Frank Rost, ex calciatore tedesco (Karl-Marx-Stadt, n. 1973)

## S(10)
- Frank Schoeman, ex calciatore sudafricano (Città del Capo, n. 1975)
- Frank Schäffer, calciatore tedesco (Leonberg, n. 1952 - Stoccarda, † 2024)
- Frank Seator, calciatore liberiano (Monrovia, n. 1975 - Harbel, † 2013)
- Frank Sibley, calciatore e allenatore di calcio inglese (Uxbridge, n. 1947 - † 2024)
- Frank Spraggon, ex calciatore inglese (Marley Hill, n. 1945)
- Frank Stapleton, ex calciatore e allenatore di calcio irlandese (Dublino, n. 1956)
- Frank Strandli, ex calciatore e allenatore di calcio norvegese (Kristiansand, n. 1972)
- Frank van der Struijk, calciatore olandese (Boxtel, n. 1985)
- Frank Sturing, calciatore olandese (Nimega, n. 1997)
- Frank Séchehaye, calciatore e allenatore di calcio svizzero (Ginevra, n. 1907 - Losanna, † 1982)

## T(2)
- Frank Tømmervåg, calciatore norvegese (Kristiansund, n. 1951 - Kristiansund, † 2020)
- Frank Tsadjout, calciatore italiano (Perugia, n. 1999)

## U(1)
- Frank Uhlig, ex calciatore tedesco orientale (Zschopau, n. 1955)

## V(3)
- Frank Wallace, calciatore statunitense (Saint Louis, n. 1922 - † 1979)
- Frank Vaughn, calciatore statunitense (St. Louis, n. 1902 - St. Louis, † 1959)
- Frank Verlaat, ex calciatore olandese (Haarlem, n. 1968)

## W(2)
- Frank Wels, calciatore olandese (Ede, n. 1909 - Gorinchem, † 1982)
- Frank Worthington, calciatore inglese (Halifax, n. 1948 - Huddersfield, † 2021)

## Z(1)
- Frankie Zammit, ex calciatore maltese (n. 1936)